# 1617 en science
| Années de la science : 1614 - 1615 - 1616 - 1617 - 1618 - 1619 - 1620    |
| Décennies de la science : 1580 - 1590 - 1600 - 1610 - 1620 - 1630 - 1640 |

Cet article présente les faits marquants de l'année 1617 en science.

## Événements
- 28 mars : Walter Raleigh entreprend une seconde expédition en Guyane qu'il atteint le 12 novembre[1].
- Mars : expérimentation du « celatone », instrument conçu par Galilée pour déterminer la longitude à partir d'un navire en mouvement[2].

## Publications
- Alexander Anderson :
  - Animadversionis in Franciscum Vietam, a  Clemente Cyriaco nuper  editae brevis diakrisis, Jean Laquehay, Paris, 1617 .Contre les attaques récentes imprimées par Denis Henrion à l'encontre de Marino Ghetaldi,
  - Vindiciae Archimedis, sive Elenchus cyclometriae novae a Philippo Lansbergio nuper editae, per Alexandrum Andersonum, 1617,
- Henry Briggs : Logarithmorum Chilias prima, Londres, 1617, in-octavo ;
- Johannes Kepler : Epitome Astronomiae Copernicanae, 1617-1621 ;
- Christoph Scheiner :
  - Exegeses fundamentorum gnomonicorum, Ingolstadt, 1617,
  - Refractiones coelestes sive solis elliptici phaenomenon illustratum, Ingolstadt, 1617, IMSS Digital Library,
- Willebrord Snell : De terrae ambitûs vera quantitate ;
- Simon Stevin : Castrametation, dat is legermeting and Nieuwe Maniere van Stercktebou door Spilsluysen (Nouvelles manières de construire des écluses), 1617.

### Mathématiques
- Pietro Cataldi : Practica aritmetica, 1617 ;
- John Napier : Rabdologiae, qui décrit les Bâtons de Napier, un abaque facilitant le calcul des produits, quotients, puissances et racines.

## Naissances
- 8 mars : Tito Livio Burattini (mort en 1681), philosophe italien.
- 31 octobre : Alphonse Antoine de Sarasa (mort en 1667), prêtre jésuite, prédicateur, écrivain et mathématicien des Pays-Bas méridionaux.
- 23 novembre : Paolo Casati (mort en 1707), mathématicien italien.

- Ralph Cudworth (mort en 1688), philosophe anglais, membre de l'école des Platoniciens de Cambridge. Il est en particulier connu pour être l'auteur en langue anglaise du néologisme consciousness, qui sera repris par Locke (1792-1856) et traduit en français par conscience.

## Décès

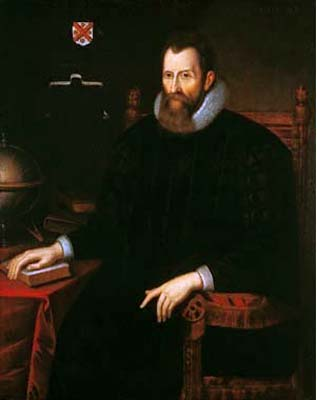
John Napier

- 6 février : Prospero Alpini (né en 1553), médecin et botaniste italien.
- 11 février : Giovanni Antonio Magini (en latin, Maginus, né en 1555) astronome, astrologue, cartographe, mathématicien et universitaire italien.
- 20 mars : François d'Aguilon, (né en 1567), jésuite belge d'origine espagnole, mathématicien, physicien, maître en optique et architecte, connu pour Opticorum Libri Sex philosophis juxta ac mathematicis utiles publié en 1613.
- 4 avril : John Napier (né en 1550), mathématicien écossais.
- 7 mai : David Fabricius (né en 1564), astronome allemand.
- 15 juin : Maurice Bressieu (né vers 1546), mathématicien et humaniste français.
- 1er août : Pieter Pauw, (latin Pavius, né en 1564), botaniste et médecin néerlandais qui fit construire le théâtre anatomique de Leyde en 1593-1594.
- 12 octobre : Bernardino Baldi (né en 1553), savant et écrivain italien.
- 6 décembre : Jacques de Cahaignes (né en 1548), médecin français.